# Rod Roddenberry

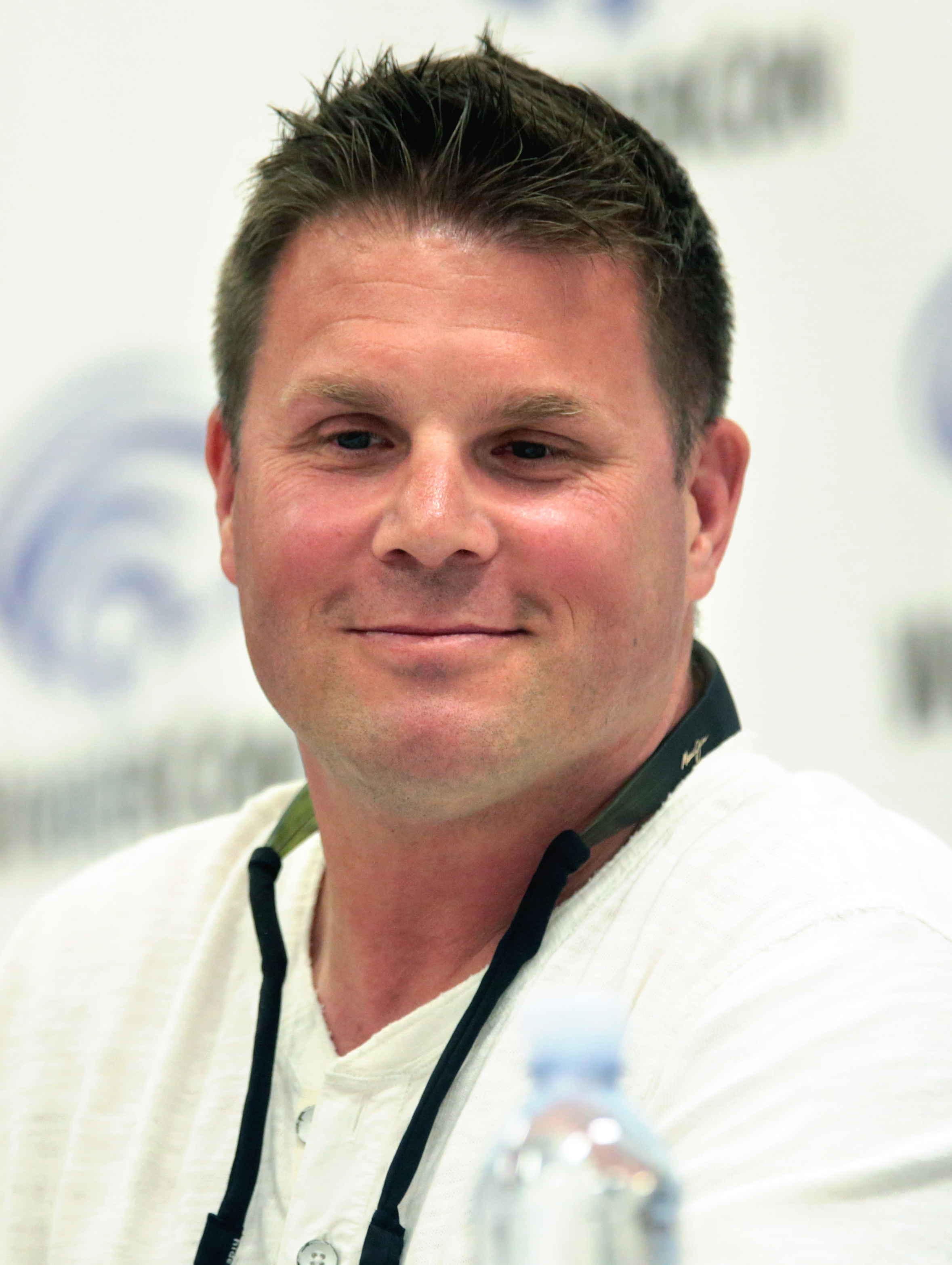
Rod Roddenberry auf der WonderCon 2017 in Anaheim, Kalifornien.

Eugene Wesley „Rod“ Roddenberry Jr. (geboren am 5. Februar 1974 in Los Angeles) ist ein US-amerikanischer Fernsehproduzent und der Geschäftsführer von Roddenberry Entertainment. Er ist der Sohn von Star-Trek-Schöpfer Gene Roddenberry und dessen Ehefrau Majel Barrett und ist ausführender Produzent bei Star Trek: Discovery, Star Trek: Picard, Star Trek: Lower Decks, Star Trek: Prodigy und Star Trek: Strange New Worlds.

## Jugend und Ausbildung
Rod Roddenberry ist der Sohn der Schauspielerin Majel Barrett und des Schriftstellers und Produzenten Gene Roddenberry, dem Schöpfer der amerikanischen Science-Fiction-Serie Raumschiff Enterprise (englisch Star Trek). Er besuchte zunächst die John Thomas Dye School in Bel Air und die Harvard-Westlake School in North Hollywood, bevor er ab den frühen 1990er Jahren das Hampshire College besuchte.
Als junger Mann war Roddenberry nicht sehr vertraut mit Star Trek und hatte die Serie nie gesehen. Im Jahr 1991, als er 17 Jahre alt war, starb sein Vater, woraufhin er begann, Star Trek genauer unter die Lupe zu nehmen und herauszufinden, „was die Serie für ihre Fans so besonders machte“. Roddenberry hatte anfangs Schwierigkeiten mit der fast schon legendären Stellung seines Vaters unter den Star-Trek-Fans und sagte: „Ein Sohn kann sich nicht mit einer mythischen Figur identifizieren; mein Vater wurde während meines ganzen Lebens auf diesen Sockel gestellt.“ Als Roddenberry jedoch viele bewegende Geschichten über die Schwächen und Torheiten seines Vaters hörte, bemerkte er: „Das erlaubte mir als Sohn nicht nur, mich mit ihm zu verbinden, sondern ihn tatsächlich zu lieben.“

## Karriere

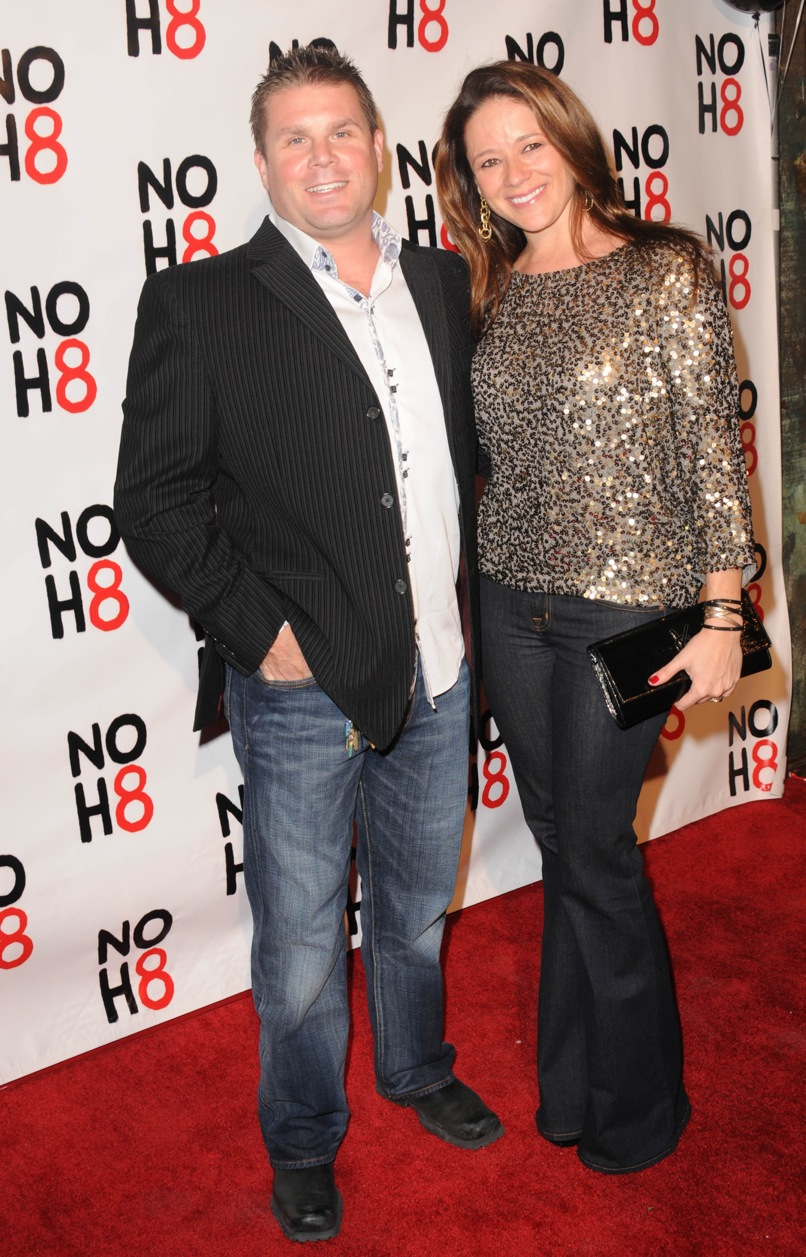
Rod Roddenberry mit seiner Ehefrau Heidi.

2001 wurde Roddenberry Chief Executive Officer von Roddenberry Entertainment, das auf dem Werk seines Vaters aufbaut und Multimedia-Science-Fiction-Projekte entwickelt, darunter Comics, Fernseh- und Filmprojekte.
Mitte 2009 berichtete die Los Angeles Times, dass Roddenberry den Star-Trek-Film 2009 von J.J. Abrams gutheißt. Roddenberry meinte, die Produzenten und Autoren hätten mit dem Film „Star Trek wieder cool gemacht“.
Im Oktober 2011 machte die von Rod Roddenberry gegründete Roddenberry Foundation ihr größtes Geschenk in Höhe von 5 Millionen Dollar an die J. David Gladstone Institutes in San Francisco, um das Roddenberry Center for Stem Cell Biology and Medicine zu gründen. Die Roddenberry Foundation ist der Ansicht, dass „die innovative Technologie des Zentrums, die adulte Hautzellen in lebensverändernde Stammzellen umwandelt, den Kampf gegen Alzheimer und Herzkrankheiten radikal voranbringen wird.“
Roddenberry begann 2016, sich direkt in das Star-Trek-Franchise einzubringen, als er als ausführender Produzent der Fernsehserie Star Trek: Discovery unterschrieb.

## Filmografie
- 1990: Raumschiff Enterprise – Das nächste Jahrhundert (Star Trek: The Next Generation, Fernsehserie, Produktionsassistent)
- 1997: Earth: Final Conflict (Redakteur (technischer Berater))
- 2004–2016: Star Trek: New Voyages (Fernsehserie, Beratender Produzent)
- 2011: Trek Nation (Produzent und Star)
- 2012: White Room: 02B3 (Ausführender Produzent)
- 2017–2024: Star Trek: Discovery (Fernsehserie, Ausführender Produzent)
- 2018–2020: Star Trek: Short Treks (Fernsehserie, Ausführender Produzent)
- 2020–2023: Star Trek: Picard (Fernsehserie, Ausführender Produzent)
- seit 2020: Star Trek: Lower Decks (Fernsehserie, Ausführender Produzent)
- 2021: Star Trek: Prodigy (Ausführender Produzent)
- seit 2022: Star Trek: Strange New Worlds (Fernsehserie, Ausführender Produzent)